# The Works (Queen)
The Works è l'undicesimo album in studio della rock band britannica Queen, pubblicato per la prima volta in LP il 27 febbraio 1984. Il disco prende il nome da un'esclamazione di Roger Taylor, che alle prime sessioni aveva detto: «Let's give them the works!», per riscattare i consensi persi con Hot Space.

## Il disco
Dopo un anno di pausa, i Queen tornano a registrare un nuovo album in studio. Dall'uscita del precedente album, Hot Space (1982), in parte un insuccesso commerciale, le cose erano cambiate nel mondo della musica. Nei due anni successivi, Mercury, Taylor, Deacon e May si erano dedicati anche a progetti individuali.
In quest'album sono presenti tutti i marchi di fabbrica dei Queen, dagli arrangiamenti ricchi ai virtuosismi vocali ed ai maestosi riff di chitarra e basso, tornando ad accontentare i critici e i fan più accaniti rimasti delusi dall'album precedente, diverso dallo stile classico della band. Non mancano però anche qui arrangiamenti più accostabili alla musica pop che a quella rock. Infatti i pezzi di maggior successo sono Radio Ga Ga e I Want to Break Free due pezzi molto ammiccanti ma comunque di grande fattura e tecnicamente complessi, firmati rispettivamente da Taylor e da Deacon. Torna anche lo stile barocco del gruppo che ne aveva contraddistinto i primi lavori con la bellissima ballad It's a Hard Life di Mercury e Tear It Up, la quale aprirà tutti i concerti del tour seguente all'album.
Nel 2011 l'album è stato rimasterizzato in digitale dalla Island/Universal ed è stato distribuito in due formati: standard edition, contenente l'album originale e deluxe edition 2 CD, contenente l'album originale ed un EP bonus.

## I brani

### Radio Ga Ga
The Works si apre con Radio Ga Ga, scritto e composto sulle tastiere da Roger Taylor dopo aver sentito il figlio Felix di 2 anni dire "radio ca ca". Lo scrisse a Los Angeles e si chiuse in studio con un Roland Jupiter 8 e una drum machine. Successivamente John Deacon trovò una linea di basso adatta. Freddie Mercury ha ricostruito la traccia, sia musicalmente che liricamente. È stato comunque accreditato a Taylor poiché Mercury era un arrangiatore piuttosto che un coautore. Fred Mandel, il loro tastierista di sessione, ha messo insieme una traccia addizionale con piano, synth e una parte di basso temporanea. Brian May ha usato un vetrino per il suo assolo di chitarra. Taylor ha cantato tutte le voci secondarie e ha usato un Vocoder durante la canzone. Gran parte della canzone è composta da elettronica e sintetizzatori.

### Tear It Up
La seconda traccia, Tear It Up, scritta da May, è stata scritta come un tentativo di far rivivere il vecchio suono dei Queen, in particolare con riff dall'intro alla canzone Liar. Quando la band si esibiva dal vivo durante il Magic Tour, May saltava all'introduzione da Liar e poi entrava all'inizio della canzone. Presenta percussioni calpestanti simili a We Will Rock You. Nel 2018, oltre 30 anni dopo l'ultima esibizione, i Queen + Adam Lambert hanno riportato in vita la canzone come traccia di apertura del loro tour europeo 2018. La demo presenta May che fa la voce invece di Mercury.

### It's a Hard Life
La terza traccia di The Works, It's a Hard Life, è stata scritta da Mercury. May e Taylor hanno dichiarato essere una delle loro canzoni preferite di Mercury, sebbene Taylor abbia ammesso il suo grande dispiacere per il video. May ha contribuito con alcuni dei testi e l'introduzione era basata sul Vesti la giubba di Ruggiero Leoncavallo, un'aria della sua opera Pagliacci. Mercury suonava il piano e faceva la maggior parte della voce, e istruiva May sulle scale che avrebbe dovuto usare per l'assolo, descritto da May nel programma di chitarra Star Licks come molto Bohemian Rhapsody.

### Man on the Prowl
La quarta traccia, Man on the Prowl, è una composizione rockabilly di Mercury a tre accordi. May ha suonato l'assolo usando una Fender Telecaster mentre Mandel ha suonato il finale del piano. Questo era stato programmato come il quinto e ultimo singolo dell'album, con una data di uscita provvisoria del 19 novembre 1984. Le copie promozionali erano state stampate e spedite, ma la band optò per il singolo di Natale Thank God It's Christmas.

### Machines(oBack to Humans)
La quinta traccia di The Works, Machines (o Back to Humans), è nata da un'idea di Taylor, e May ha collaborato con lui e l'ha terminata. Il produttore Reinhold Mack ha programmato la sintesi "demolizione" usando un campionatore CMI II Fairlight, e tutte le voci sono cantate dai tre cantanti del gruppo, tra cui Mercury e May che cantano in armonia e Taylor che esegue le voci robotiche (usando un Vocoder Roland VP-330). Il remix strumentale della canzone campiona parti di Ogre Battle dal secondo album dei Queen, Queen II, Flash e Goin 'Back di Larry Lurex. Questa canzone, insieme a Radio Ga Ga, sono alcuni degli usi più pesanti dell'elettronica dell'album.

### I Want to Break Free
La sesta traccia, I Want to Break Free è stata scritta da John Deacon. Questa canzone pop è nota soprattutto per il suo video, con tutti e quattro i membri dei Queen travestiti da donne, in una parodia della soap opera britannica Coronation Street. L'idea per la clip era di Taylor. Mercury ha commentato che "Tutti si sono imbattuti nelle loro tute". Deacon, l'autore della canzone, ha insistito sul fatto che non voleva un assolo di chitarra in traccia, quindi un assolo di synth è stato suonato da Mandel - dal vivo, tuttavia, May ha suonato l'assolo di chitarra. La versione utilizzata per il singolo e il video promozionale include un ponte di apertura e strumentale (dopo l'assolo del synth) che non fa parte del mix originale.

### Keep Passing the Open Windows
Keep Passing the Open Windows è la settima traccia, ed è stata scritta da Mercury nel 1983 per il film The Hotel New Hampshire, basato sul romanzo di John Irving. La frase è menzionata in diverse occasioni durante il film ed è stata, secondo i titoli di apertura, anche coprodotta dal manager della band Jim Beach, che l'ha cambiata per adattarsi meglio all'umore dell'album. Mercury suonava il piano e i sintetizzatori e scriveva i testi dopo aver letto la citazione nel libro.

### Hammer to Fall
Hammer to Fall, l'ottava canzone, è l'altra canzone rock di May sull'album. Le versioni live erano notevolmente più veloci e lo cantava anche nei suoi tour da solista. I synth sono suonati da Mandel e la maggior parte delle armonie vocali sono state registrate dallo stesso May, in particolare nel bridge, ad eccezione del testo "oh no" che è Taylor. La canzone rievoca il vecchio suono dei Queen, con una canzone costruita attorno a un duro riff angolare e muscoloso. La canzone presenta Mercury alla voce solista, mentre fa una chiamata e una risposta con May, che canta il ritornello. Il video musicale della canzone diretto da David Mallet, contiene filmati di un'esibizione della canzone a Bruxelles. Hammer to Fall è stato il preferito del concerto ed è stata la terza canzone che la band ha suonato al Live Aid nel 1985. La canzone è presente anche nella scaletta di Works Tour e Magic Tour della band nel 1986. Il brano è, inoltre, l'unico dell'album The Works ad essere incluso nella colonna sonora del film Highlander. 

### Is This the World We Created...?
L'album si conclude con Is This the World We Created...?, che è stato scritto da Mercury e May a Monaco dopo che i due hanno visto un telegiornale sulla povertà in Africa; la canzone è stata eseguita al Live Aid come encore. Mercury ha scritto la maggior parte dei testi e May ha scritto gli accordi e dato piccoli contributi lirici. La canzone è stata registrata con una chitarra Ovation, anche se quando suonava dal vivo May usava la chitarra con corde in nylon Gibson Chet Atkins CE di Taylor. Durante le sessioni di registrazione di questo brano è stato registrato un piano, ma alla fine non è stato incluso nel mix finale. Il brano è stato suonato in tutti i concerti del Magic Tour e nella scaletta veniva collocato tra i brani Love of My Life e (You're So Square) Baby I Don't Care. Nel tour tenuto dal gruppo al Népstadion di Budapest il 27 luglio 1986, la canzone è stata eseguita dopo il brano Tavaszi Szel Vizet Araszt.

## Canzoni e demo inediti
Le sessioni di The Works sono state altamente produttive, risultando in un corpus enorme di materiale scritto e registrato. Solo nove di questi sono stati utilizzati nell'album, ma molti di quelli rimasti sono stati pubblicati in altre forme.

### Back to Storm
Ritenuto nato dalle sessioni di Works, questo è un brano frenetico dominato dal piano e dalla batteria. Esiste solo una versione demo di bassa qualità e si sa molto poco sulla traccia. È lungo poco più di un minuto. Alla fine della traccia, Mercury può essere sentito dire: "molto bene, ah, ah. Deve andare da qualche parte, ma proprio, ehm, non lo era"; il resto del dialogo è impercettibile.

### I Dream of Christmas
Quando i Queen vollero scrivere un singolo di Natale nel 1984, Taylor scrisse le basi di Thank God It's Christmas mentre May scrisse I Dream of Christmas. Il gruppo ha quindi dovuto scegliere tra i due e ha optato per il primo brano, che May e Taylor hanno poi scritto insieme. Si dice che I Dream Of Christmas sia stato registrato dalla band, anche se nulla è mai stato confermato. May in seguito ha lavorato a I Dream of Christmas con la sua futura moglie Anita Dobson, che è stata pubblicata come singolo nel 1988 e presenta anche John Deacon.

### I Go Crazy
Scritto da May qualche tempo nel 1981, il brano è stato registrato durante le sessioni dell'album ma non è mai arrivato al taglio finale. Fu invece usato come lato B per la versione singola di Radio Ga Ga. Il brano appare per la prima volta nell'EP Complete Vision del box set The Complete Works entrambi del 1985, in seguito venne incluso nella riedizione CD di The Works del 1991; infine è stato incluso nell'EP bonus della riedizione rimasterizzata dell'album The Works, dalla Island nel 2011. 

### Let Me in Your Heart Again
Scritta da May, questa canzone ha subito diverse riscritture e ri-registrazioni prima di essere lasciata incompiuta e successivamente registrata da Anita Dobson, con May, per il suo album del 1988 Talking of Love. Nel 2014, la band ha pubblicato una versione completa della canzone che presenta elementi di una serie di demo Queen della traccia, con nuove voci di supporto di May e Taylor e nuove chitarre del chitarrista sull'album Queen Forever.

### Let Me Live
Let Me Live è stato originariamente registrato dalla band nel 1983 come duetto tra Mercury e Rod Stewart. Originariamente presentava anche Jeff Beck alla chitarra. La canzone non fu mai pubblicata, anche se fu rielaborata dalla band per essere inclusa nell'ultimo album in studio dei Queen Made in Heaven del 1995, pubblicato dopo la morte di Mercury. La versione finita presenta un verso e il coro cantato da Mercury, mentre il resto è cantato da May e Taylor. Non si sa perché la versione di Stewart non sia mai stata utilizzata.

### Little Boogie
Ritenuto originario delle sessioni di Works, si tratta di una versione alternativa per pianoforte di Back to Storm. Non si sa nient'altro sulla traccia.

### Love Kills
Scritto da Mercury e Giorgio Moroder, Love Kills è stato originariamente registrato per The Works, ma alla fine è stato respinto. Fu poi rielaborato come traccia solista di Mercury per l'inclusione nel restauro e nel montaggio di Moroder del 1984 del film muto Metropolis del 1927, e fu anche pubblicato come singolo. Il brano è stato successivamente rifatto in una ballata dei Queen e pubblicato sull'album Queen Forever del 2014.

### Man Made Paradise
Questa canzone è stata successivamente ri-registrata come traccia da Mercury e pubblicata nel suo album solista del 1985 Mr. Bad Guy.

### Man on Fire
Man on Fire, scritto da Taylor, si ritiene sia stato registrato nel 1984 per The Works, prima che fosse ri-registrato e poi pubblicato sul secondo album solista di Taylor, Strange Frontier, quello stesso anno. Una cassetta promozionale per The Works presenta un elenco di brani molto diverso, in cui appare il titolo. Nulla altro è noto sulla traccia, o anche se esiste una versione completa.

### Thank God it's Christmas
Questo brano, scritto da May e Taylor, fu infine pubblicato come singolo di Natale nel 1984, e in seguito apparve come B-side del singolo A Winter's Tale nel 1995. Fu anche pubblicato come parte della compilation del 1999 Greatest Hits III. Era l'unica canzone di Natale mai registrata dai Queen.

### There Must Be More to Life Than This
Scritta da Mercury, questa canzone è stata originariamente registrata da Mercury e Michael Jackson prima di essere ri-registrata da Queen nel 1981 per il loro album Hot Space. La traccia sarebbe stata poi registrata per chiudere The Works prima di Mercury e May ha scritto Is This the World We Created...?. Alla fine è stato registrato come traccia solista da Mercury e pubblicato nel suo album solista del 1985 Mr. Bad Guy. Nel 2014, una versione rielaborata dei Queen con duetto Mercury e Jackson è stata pubblicata sull'album Queen Forever.

## Tracce
1. Radio Ga Ga – 5:45 (Roger Taylor)
2. Tear It Up – 3:29 (Brian May)
3. It's a Hard Life – 4:08 (Freddie Mercury)
4. Man on the Prowl – 3:30 (Freddie Mercury)
5. Machines (or 'Back to Humans') – 5:10 (Roger Taylor, Brian May)
6. I Want to Break Free – 3:21 (John Deacon)
7. Keep Passing the Open Windows – 5:23 (Freddie Mercury)
8. Hammer to Fall – 4:28 (Brian May)
9. Is This the World We Created...? – 2:14 (Brian May, Freddie Mercury)

Tracce bonus nella riedizione CD del 1991
1. I Go Crazy (Original B-side) – 3:44 (Brian May)
2. Radio Ga Ga (Extended Version) – 6:50 (Roger Taylor)
3. I Want To Break Free (Extended Mix) – 7:19 (John Deacon)

CD bonus nella riedizione CD del 2011
1. I Go Crazy (B-side) – 3:44 (Brian May)
2. I Want to Break Free (Single Remix) – 4:18 (John Deacon)
3. Hammer to Fall (Headbanger's Mix) – 5:21 (Brian May)
4. Is This The World We Created... ? (Live in Rio, January 1985) – 3:03 (Brian May, Freddie Mercury)
5. It's a Hard Life (Live in Rio, January 1985) – 4:27 (Freddie Mercury)
6. Thank God It's Christmas (Non-Album Single) – 4:22 (Roger Taylor, Brian May)

## Formazione
Gruppo
- Freddie Mercury – voce, cori, sintetizzatore (Radio Ga Ga e Keep Passing the Open Windows), pianoforte (It's a Hard Life, Man on the Prowl e Keep Passing the Open Windows), campionatore (Radio Ga Ga), produzione
- Brian May – chitarra elettrica e acustica, tastiere (Machines (Or Back to Humans)), cori, voce (I Go Crazy), produzione
- Roger Taylor – batteria, batteria elettronica, drum machine (Radio Ga Ga), tastiera (Radio Ga Ga, Machines (Or Back to Humans)), cori, vocoder (Radio Ga Ga e Machines (Or Back to Humans)), campionatore (Radio Ga Ga), programmazione (Radio Ga Ga), percussioni (Tear It Up), produzione
- John Deacon – basso, cori, produzione; chitarra, tastiera e programmazione (I Want to Break Free)

Altri musicisti
- Fred Mandel – tastiere (Radio Ga Ga, I Want to Break Free e Hammer to Fall), pianoforte (Man on the Prowl), campionamenti (Radio Ga Ga)
- Reinhold Mack – Fairlight CMI, programmazione (Machines (Or Back to Humans)), ingegnere del suono, produzione
- Mike Beiriger – ingegnere del suono
- Stefan Wissnet – ingegnere del suono
- Ed Delena – ingegnere del suono
- Bill Smith – progettazione
- George Hurrell – fotografia

## Classifiche

### Classifiche settimanali
| Classifica (1984) | Posizione massima |
| ----------------- | ----------------- |
| Australia         | 16                |
| Austria           | 2                 |
| Canada            | 22                |
| Francia           | 14                |
| Germania          | 3                 |
| Giappone          | 7                 |
| Italia            | 4                 |
| Norvegia          | 2                 |
| Nuova Zelanda     | 9                 |
| Paesi Bassi       | 1                 |
| Regno Unito       | 2                 |
| Stati Uniti       | 23                |
| Svezia            | 3                 |
| Svizzera          | 3                 |

### Classifiche di fine anno
| Classifica (1984) | Posizione |
| ----------------- | --------- |
| Australia         | 48        |
| Austria           | 2         |
| Francia           | 21        |
| Germania          | 10        |
| Italia            | 37        |
| Nuova Zelanda     | 45        |
| Paesi Bassi       | 12        |
| Regno Unito       | 14        |
| Svizzera          | 3         |